# Droga krajowa nr 111 (Kostaryka)
Droga krajowa nr 111 (hiszp. Ruta Nacional Secundaria 111/Ruta 111) – jedna z dróg krajowych w Kostaryce. Znajduje się ona w prowincjach Alajuela i Heredia.

## Opis
W prowincji San José droga krajowa nr 111 przebiega przez kanton Alajuela (przez dystrykt Río Segundo).
W prowincji Heredia droga krajowa nr 111 przebiega przez kanton Heredia (przez dystrykty Mercedes, San Francisco i Ulloa) oraz kanton Belén (San Antonio, La Ribera i La Asunción).